# Guerra franco-siamese
La guerra franco-siamese del 1893 fu un breve conflitto tra l'Impero coloniale francese ed il Regno di Rattanakosin, noto a quel tempo in Europa come Regno del Siam. A partire dal 1858, i francesi avevano occupato il Vietnam e parte della Cambogia, che erano diventati protettorati francesi e nel 1887 erano entrati a far parte della neonata Unione indocinese. L'ulteriore espansione francese nella regione ebbe per protagonista Auguste Pavie, console a Luang Prabang dal 1886, i cui intrighi approfittarono della debolezza del Siam ed aumentarono la tensione creatasi tra i governi di Bangkok e Parigi.
La disputa riguardava le rivendicazioni del Siam e del precedente Regno vietnamita dell'Annam sui territori laotiani, già appartenuti all'antico Regno di Lan Xang, e quelli cambogiani. Siamesi e vietnamiti da secoli si disputavano il controllo di tali territori con alterne fortune. I francesi sostennero che i siamesi dovevano accontentarsi di aver posto sotto il proprio controllo nel 1798 i territori laotiani sulla riva destra del Mekong e di lasciare agli stessi francesi il controllo su quelli della riva sinistra. Le richieste per via diplomatica furono respinte dai siamesi e i francesi diedero il via al conflitto armato.
La guerra durò pochi mesi ed ebbe per vincitori i francesi, le cui navi da guerra giunsero fino alla capitale siamese Bangkok e minacciarono di bombardarla. I siamesi preferirono evitare di affrontare l'efficiente forza militare coloniale e si rassegnarono a cedere il controllo della maggior parte dei territori conquistati alla fine del secolo precedente dai regni laotiani di Vientiane, Luang Prabang e Champasak, i tre Stati in cui si era frazionato il Regno di Lan Xang.

## Premesse

### Conquiste siamesi del XVIII secolo
Il conflitto tra il Siam ed il Vietnam per esercitare il controllo sui territori laotiani risaliva al tempo del Regno di Lan Xang, il cui ultimo re Setthathirat II era salito sul trono di Vientiane nel 1698 con l'appoggio di un esercito vietnamita. Nel 1707, il re siamese Phetracha aveva mediato la crisi che si era creata nel regno scendendo a Vientiane alla testa del proprio esercito. Fu grazie alla sua mediazione che Lan Xang si divise nei regni di Luang Prabang e di Vientiane senza spargimenti di sangue.
Nel 1779, il re siamese Taksin aveva sottomesso al vassallaggio tutti e tre i regni laotiani e aveva annesso al Siam i territori del grande altopiano di Korat, l'odierno Isan, situato sulla riva destra del Mekong. Nel 1828, la ribellione del re di Vientiane Anuvong era stata soppressa dall'esercito siamese di re Rama IV. Rifugiatosi in Vietnam, Anuvong era tornato in patria accompagnato da truppe vietnamite che furono respinte dai siamesi. Vientiane fu distrutta ed il regno fu annesso al Siam.

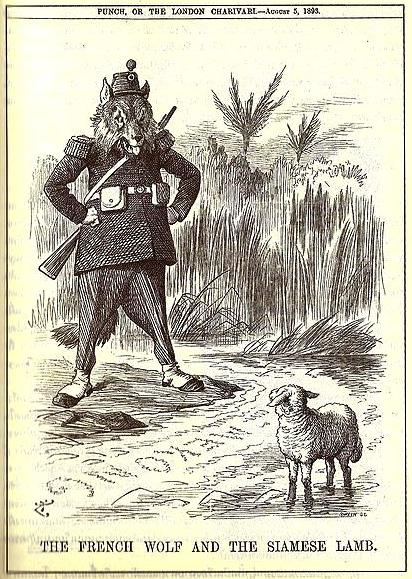
Vignetta della rivista britannica Punch, in cui il lupo francese dall'altra parte del Mekong aspetta di sbranare l'agnello siamese

### Istituzione dell'Indocina francese
L'infiltrazione militare francese in Vietnam era cominciata alla fine del 1857, ufficialmente per proteggere i missionari cattolici perseguitati in quel Paese. Nel 1858 truppe francesi e spagnole erano sbarcate a Đà Nẵng, nel centro del Vietnam, e l'avevano occupata. Qualche mese dopo i francesi avevano occupato Saigon nel sud e nel 1862 l'imperatore vietnamita era stato costretto a consegnare le tre province meridionali ai francesi, che fondarono così la colonia di Cocincina, la prima nel Sudest asiatico. Nel 1867, i francesi avevano conquistato la parte orientale della Cambogia, grazie agli accordi sottoscritti con i siamesi, che continuavano ad occupare la parte occidentale.
La conquista del resto dell'Annam, come era chiamato il Vietnam a quel tempo, avvenne tra il 1882 ed il 1884. La parte centrale del Paese fu posta sotto il Protettorato dell'Annam, quella a nord sotto il Protettorato del Tonchino. Tali conquiste furono possibili grazie anche alla vittoria nella guerra franco-cinese (1881-1885), che costrinse la Cina a cedere ai francesi la suzeraineté sul Vietnam. L'Unione indocinese, detta anche Indocina francese, fu istituita ufficialmente nell'ottobre del 1887 e comprendeva la Cambogia e tutti i territori vietnamiti.

### Infiltrazione francese in Laos
Il progetto di colonizzazione dei territori laotiani risaliva a qualche decennio prima, e a questo proposito i francesi avevano esplorato il tratto laotiano del Mekong tra il 1866 ed il 1868 per valutare la possibilità di espandersi a nord lungo la valle di tale fiume. Il progetto era stato accantonato perché le forze armate francesi furono concentrate in Europa per la guerra franco-prussiana, che vide la sconfitta e la fine del Secondo Impero francese, nonché il conseguente ridimensionamento delle ambizioni imperialistiche del governo di Parigi.

#### Auguste Pavie

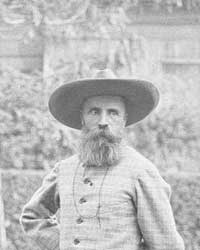
Auguste Pavie

Con l'acquisizione dell'intero Vietnam, i francesi tornarono ad interessarsi dei territori laotiani. In quegli anni i britannici stavano portando a termine la conquista della Birmania e il Regno di Luang Prabang, che era sotto il controllo siamese, divenne di grande importanza strategica, ambito da entrambe le potenze europee che intendevano espandere ulteriormente la propria influenza. In quello stesso periodo, una banda di rifugiati cinesi denominata esercito della bandiera nera iniziò le sue scorrerie in entrambi i lati della frontiera tra Luang Prabang e il Vietnam. I siamesi stentavano a controllare questi ribelli e nel 1886 permisero ai francesi di aprire un consolato a Luang Prabang per contribuire a risolvere il problema e per demarcare le frontiere con il Vietnam. Fu l'inizio della penetrazione nei territori laotiani dei francesi.
A capo del consolato fu posto Auguste Pavie con la carica di vice-console, che venne incaricato di studiare le future frontiere tra i possedimenti francesi e siamesi e a tale scopo esplorò la zona. I siamesi, preoccupati dalla pressione francese, nel settembre 1886 occuparono le mưeang dei Sip Song Chu Tai, territorio montano di confine tra Luang Prabang e Tonchino da lungo tempo rivendicato sia dai siamesi che dai vietnamiti. La scusa fu quella di combattere le bandiere nere, che avevano le loro basi in quella zona. Le bandiere nere si allearono con il potente chao dei Tai khao di Lai Chau Đèo Văn Trị e come rappresaglia contro i siamesi le loro truppe congiunte devastarono Luang Prabang nel giugno 1887; il re laotiano fu messo in salvo dai francesi e sulla via del ritorno i ribelli occuparono e annetterono ai Sip Song Chu Tai diverse municipalità.
I francesi si erano guadagnati i favori del re e della popolazione e allo stesso tempo, il comportamento negativo tenuto dal capo-missione siamese a Luang Prabang convinse il locale re che l'amministrazione francese era da preferire a quella siamese. In quel periodo, Pavie fece tradurre le antiche cronache di Luang Prabang, per trovare i cavilli necessari a contestare i diritti di suzeraineité siamese su quel regno. Nel 1888 i francesi sconfissero le Bandiere Nere e Pavie prese possesso dei territori di Sip Song Chu Tai, convincendo la guarnigione siamese ad andarsene. Nel 1889 siglarono un accordo con Đèo Văn Trị riconoscendolo capo dei Tai locali e Seigneur de Lai Chau. I Sip Song Chu Tai divennero un protettorato autonomo chiamato Pays Thaï. In quel periodo i francesi iniziarono a sostenere che il controllo siamese sui territori ad est del Mekong fosse illegittimo.
Reduce dai successi ottenuti, Pavie fu promosso a console di II grado e assegnato a Bangkok con l'incarico di stabilire i confini tra Siam e possedimenti francesi. La cosiddetta "missione Pavie" consisteva nel trovare il modo di occupare i territori sulla riva sinistra del Mekong ed istituire in tal modo un corridoio che permettesse liberamente ai francesi il commercio tra il sud del Vietnam, la Cambogia e la Cina. La presenza francese avrebbe costituito inoltre uno sbarramento alla crescente espansione dei britannici che nel 1886 avevano portato a termine l'occupazione di tutta la Birmania.
La successiva esplorazione da lui compiuta dei territori laotiani per stabilire i confini fu anche un'occasione per stringere nuove alleanze con gli indigeni e dare un'immagine positiva dei francesi. Tale atteggiamento suscitò le proteste siamesi, che reagirono mandando truppe ad occupare nuovi territori di confine della Catena Annamita. Con la tensione che cresceva tra i due contendenti, Pavie ebbe nel 1892 il prestigioso incarico di ministro residente con sede a Bangkok. Pavie fece subito capire ai vertici del governo di Bangkok le intenzioni francesi di prendere possesso in nome di vietnamiti e cambogiani di tutti quei territori laotiani in cui, a suo dire, i siamesi esercitavano un controllo inaccettabile. Questi risposero che nessun documento provava i diritti cambogiani e vietnamiti, e la tensione salì ulteriormente.

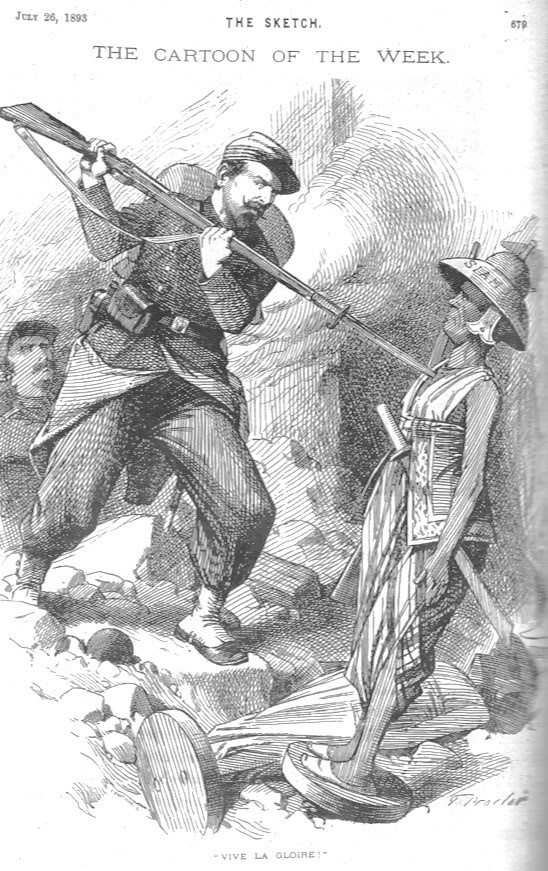
Vignetta del giornale britannico The Sketch: un soldato francese si lancia alla baionetta su un pupazzo di legno che raffigura l'inferiorità tecnologica delle forze armate siamesi

## Il conflitto
I primi incidenti si verificarono nel settembre del 1892 nella zona di Khammouan, in territorio lao, e a Nong Khai, nell'odierna Thailandia del Nordest vicino a Vientiane, quando i governatori siamesi espulsero mercanti francesi. Poco dopo, il console francese a Luang Prabang si suicidò dopo essere stato insultato dai locali e l'opinione pubblica francese fu indignata. In particolare, i nazionalisti del Partito Coloniale usarono l'incidente come un pretesto per l'intervento militare. Nel marzo del 1893, Pavie chiese ufficialmente ai siamesi di evacuare tutte le posizioni militari a est del Mekong. A titolo di intimidazione, il governo coloniale inviò la cannoniera Lutin a stazionare a Bangkok sulle acque del Chao Phraya.

### Incidente di Khammouan
Al nuovo rifiuto, il governatore dell'Indocina francese Jean Marie Antoine de Lanessan spedì nella regione disputata tre colonne militari per prenderne possesso. Le poche guarnigioni siamesi dovettero ritirarsi di fronte alla colonna principale, ma opposero resistenza alle altre due colonne. Cinsero d'assedio i francesi sull'isola Khong, dove catturarono un ufficiale e, il 5 giugno, al villaggio di Keng Kert uccisero in un'imboscata l'ispettore di polizia Grosgurin, comandante francese di una milizia vietnamita, e 19 dei suoi uomini. Grosgurin aveva in precedenza partecipato a diverse esplorazioni della regione; la colonna francese di cui faceva parte aveva costretto alla fuga il contingente siamese di stanza a Khammouan il 25 maggio.

### Incidente di Paknam
L'incidente di Khammouan fu il pretesto che i francesi usarono per un intervento su più ampia scala. Chiesero ai siamesi un compenso per le perdite subite ed inviarono navi da guerra alle foci (paknam) del fiume Chao Phraya. Il 13 luglio 1893, le navi da guerra Inconstant e Comète trovarono l'entrata del fiume sbarrata dal fuoco nemico di Forte Paknam. Le navi francesi risposero al fuoco, forzarono il blocco e, giunte a Bangkok, puntarono i cannoni sul Grande Palazzo Reale. Il 20 luglio, August Pavie presentò l'ultimatum francese in cui si chiedeva entro il giorno 26:
- la consegna dei territori ad est del Mekong e delle isole fluviali
- il ritiro dei militari da tale zona
- un indennizzo di tre milioni di franchi per i danni subiti a Paknam
- la punizione dei responsabili degli incidenti a Paknam e del mese precedente in Laos.

### Fine della guerra
Re Rama V, che inizialmente intendeva combattere nella vana attesa di un aiuto da parte dei britannici, accettò le ultime condizioni ma non la perdita dei territori laotiani. Lasciò infine carta bianca al ministro degli Esteri Devavongse, che sosteneva la necessità di arrendersi per evitare un disastro. Il 29 luglio, i francesi bloccarono l'uscita in mare delle navi siamesi a Paknam. La resa siamese ebbe luogo il 31 luglio, ma il ritardo costò nuove condizioni dei francesi, che imposero:
- l'occupazione francese di Chanthaburi a garanzia del rispetto degli accordi
- il ritiro delle truppe siamesi da Battambang e Siem Reap in Cambogia
- la creazione di una fascia demilitarizzata di 25 km lungo tutta la nuova frontiera sulla riva destra del Mekong

Il conflitto ebbe formalmente termine con la firma del Trattato franco-siamese del successivo 3 ottobre. Tutte le condizioni furono accettate, ma i siamesi riuscirono ad ottenere un riconoscimento internazionale della sovranità sull'altopiano di Korat e sui territori delle odierne province di Nan e Xaignabouli.

## Tribunale franco-siamese
La responsabilità della morte di Grosgurin fu attribuita dal governo siamese a Phra Yot, commissario siamese di Khammouan, che fu inizialmente assolto. Nel giugno del 1894, un tribunale misto franco-siamese stabilì le colpe di Phra Yot e lo condannò a 20 anni di lavori forzati.

## Conseguenze
A seguito del conflitto, l'Indocina francese espanse i confini dei propri possedimenti di circa 90 000 km². I francesi riunificarono così buona parte dei territori che erano stati del Regno di Lan Xang, a nord il Regno di Luang Prabang divenne un protettorato francese mentre fu suddiviso in due distretti il resto del Paese, che fu denominato Laos, storpiatura francese del nome del popolo lao, che ne costituiva la maggioranza etnica. Tutti questi territori furono inizialmente posti sotto la giurisdizione del governatore generale dell'Indocina di Hanoi. Pavie fu nominato commissario generale del Laos.
Le speranze siamesi di un aiuto da parte del Regno Unito di Gran Bretagna e Irlanda erano state frustrate dai nuovi rapporti diplomatici che britannici e francesi avevano cominciato ad intessere in quegli anni in funzione anti-prussiana. Nel 1896, le due potenze coloniali avrebbero firmato un trattato a Londra che definiva i confini tra i loro possedimenti a nord del Siam. I britannici evacuarono il territorio laotiano di Muang Sing in cambio della garanzia da parte dei francesi che il Siam avrebbe conservato l'indipendenza e l'integrità territoriale.. Nel 1904, le due potenze europee siglarono l'Entente Cordiale, con cui posero fine alle dispute sulle rispettive colonie in Africa e Asia, in particolare tale accordo confermò quanto stabilito nel trattato del 1896.
Gli accordi di Londra del 1896 avevano anche consegnato carta bianca per la definizione dei confini tra Indocina e Siam ai francesi. Questi sostennero che l'evacuazione dei siamesi dal Laos ed il rimpatrio dei laotiani che avevano deportato procedeva con eccessiva lentezza, e per questo continuarono ad occupare Chanthaburi. Vi erano inoltre forti pressioni del re di Cambogia Norodom per riavere Battambang e Siem Reap, storiche località nell'ovest del Paese da lungo tempo in mano ai siamesi. Come richiesto dai francesi, nel febbraio del 1904 furono cedute dai siamesi le zone ad ovest del Mekong dove si trovano le odierne province laotiane di Xaignabouli e Champasak. La prima era storicamente una dipendenza di Luang Prabang e la seconda, a sud, comprendeva aree storicamente cambogiane, in particolare l'area su cui sorge il tempio di Preah Vihear, oggetto di una disputa territoriale trascinatasi fino al XXI secolo tra Cambogia e Thailandia.
Nel giugno successivo, ai territori di Xaignabouli furono annesse due zone minori, i siamesi riebbero Chanthaburi ma lasciarono ai francesi Trat e un largo pezzo di costa più ad est. Con gli accordi del 1907, i siamesi cedettero al Protettorato francese di Cambogia i vasti territori di Battambang, Siem Reap e Sisophon, ottenendo in cambio Trat e una zona minore di Xaignabouli. I siamesi cedettero a malincuore tutti questi vasti territori e ne riconquistarono una parte dopo la conquista tedesca della Francia nella seconda guerra mondiale, quando nel 1941 furono aiutati dai giapponesi nella breve guerra franco-thailandese. La successiva sconfitta delle Potenze dell'Asse nel conflitto mondiale costrinse nel 1946 la Thailandia (nuovo nome del Siam) a riconsegnare ai francesi i territori riconquistati nel 1941.

## Galleria d'immagini

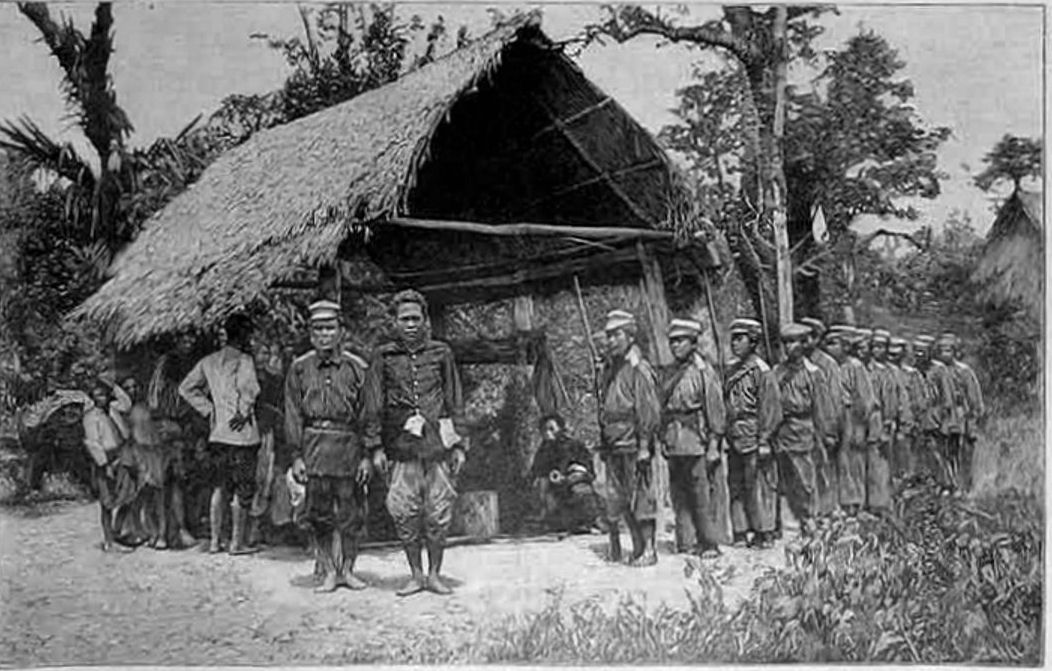
Soldati siamesi in Laos nel 1893
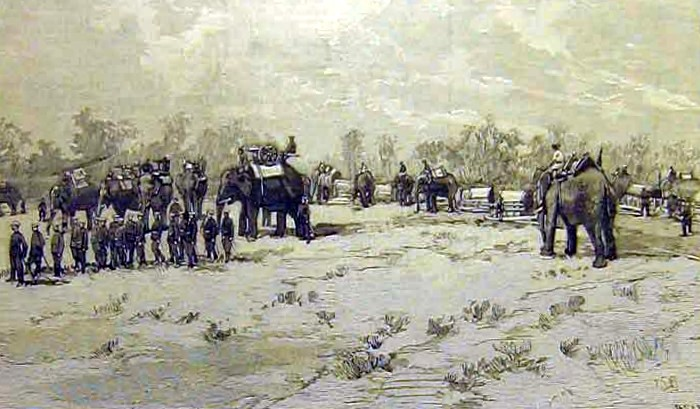
Artiglieria siamese trasportata da elefanti in Laos nel 1893
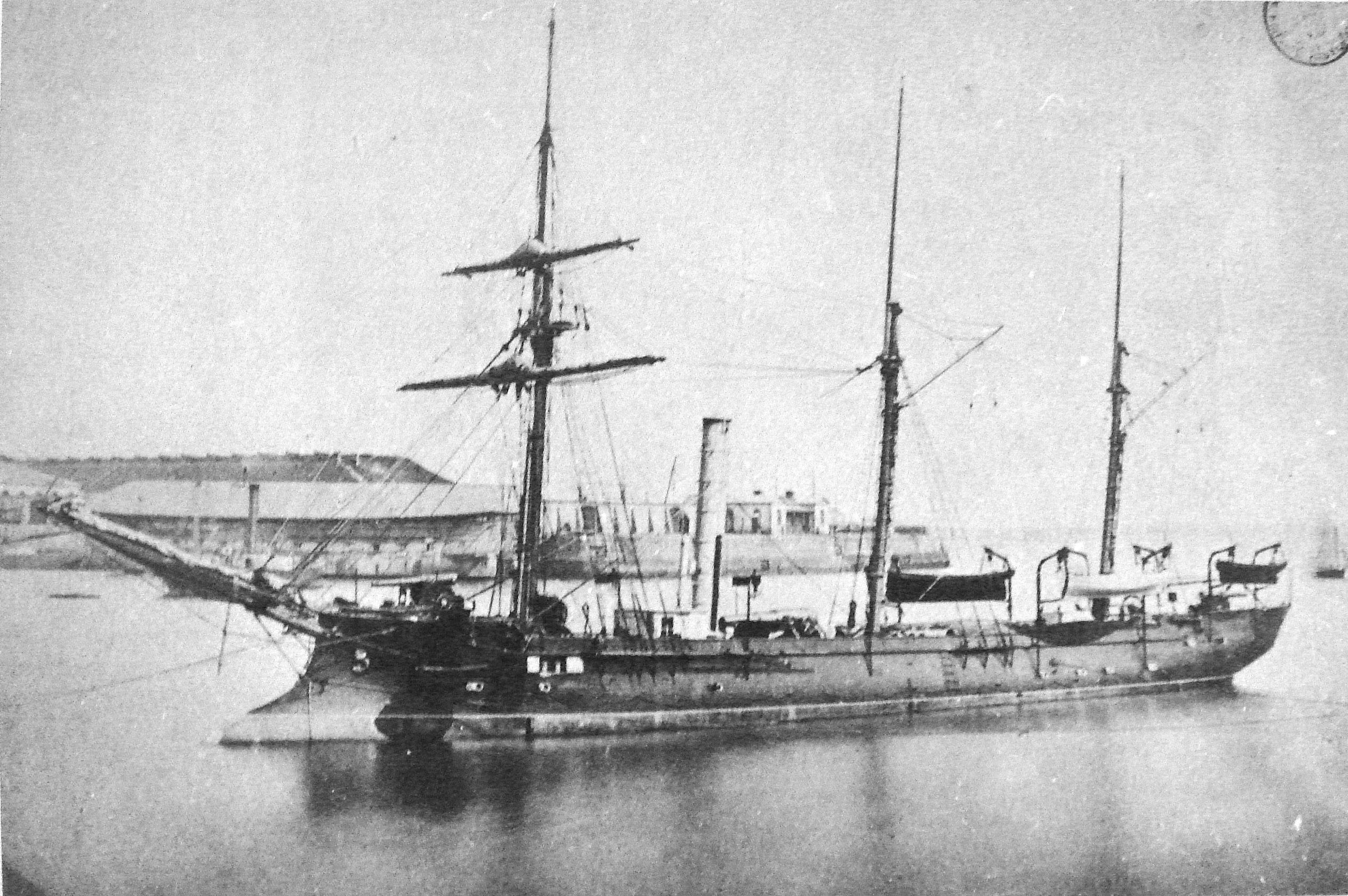
La cannoniera Lutin (1877-1897), di stanza a Bangkok nel 1893